# Non Expedit
Non Expedit (Latijn voor Het is niet gepast) was een decreet van 29 februari 1868, waarin door het Vaticaan werd bepaald dat het voor katholieken verboden was zich verkiesbaar te stellen voor het Italiaanse parlement of zelfs maar deel te nemen aan verkiezingen voor het parlement.
De uitvaardiging van het decreet vond plaats in de periode waarin het koninkrijk Italië werd uitgeroepen en waarbij gebieden van de Kerkelijke Staat ingelijfd werden bij het nieuw opgerichte rijk. Dit verlies aan wereldlijk gezag leidde tot de Romeinse kwestie, een periode waarin opeenvolgende pausen zichzelf beschouwden als gevangene binnen het Vaticaan en waaraan pas in 1929 een einde kwam door de ondertekening van de Lateraanse Verdragen. Het decreet Non Expedit was een van de verschillende stappen die de Kerk nam om haar gezag alsnog te doen laten gelden. Tijdens een audiëntie op 11 oktober 1874 lichtte paus Pius IX (1846-1878) toe waarom dit besluit genomen was; voorkomen moest worden dat bij de eedaflegging van katholieke afgevaardigden binnen het parlement de indruk gewekt zou kunnen worden, dat er ingestemd werd met de ontstane situatie.

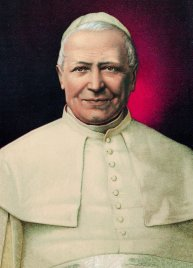
Paus Pius IX

Dit standpunt van het Vaticaan werd wereldwijd afgewezen, omdat men meende, dat hierdoor katholieken onttrokken werden van hun plicht ten aanzien van de maatschappij. Binnen Italië zelf waren aanvankelijk de meeste inwoners nog niet ingesteld op deze nieuwe bestuursvorm en bleven trouw aan hun adellijke heren. Door de herziening van de kieswet, waardoor onder meer het electoraat drastisch gereduceerd was, werden bovendien opeenvolgende Italiaanse regeringen in staat gesteld algemene verkiezingen te manipuleren, waardoor bepaalde wetgeving (inclusief antikerkelijke) gemakkelijk het parlement kon passeren.
Onder paus Leo XIII zou gepoogd zijn het decreet deels te versoepelen, wat echter niet in praktijk werd gebracht. Vlak na zijn aantreden had Leo XIII opdracht gegeven te onderzoeken hoe de versoepeling van Non Expedit onder de katholieke achterban ervaren zou worden. Via de kardinaal-staatssecretaris werd aan het aartsbisdom Turijn opdracht gegeven het onderzoek te starten. Een publicatie in de L’Unita Cattolicà, de katholieke krant van Turijn, waarin werd aangekondigd dat de paus eventueel voornemens was het decreet Non Expedit aan te passen wekte de woede van Leo XIII. De roep om afschaffing van het decreet werd zelfs verworpen, ondanks druk van de publieke opinie. Deze opinie werd gevoed met de idee, dat een verbod op deelname aan verkiezingen slechts leidde tot de teloorgang van het uitdragen van de katholieke principes in de politiek. De verwachting dat het Vaticaan alsnog zou besluiten op het opheffen van de bepalingen van het decreet voor de verkiezingen van 1902 werden dan ook door het Vaticaan ten stelligste ontkend.
In zijn encycliek Il Fermo Proposito van 11 juni 1905 paste paus Pius X het decreet wel aan; het was toegestaan deel te nemen aan parlementsverkiezingen indien daarmee voorkomen kon worden, dat bepaalde kandidaten gekozen zouden worden. Deze versoepeling kwam mede voort uit de opkomst van de socialistische beweging, waartegen Pius X (en later ook zijn opvolgers) zich fel verzette. Het recht op de oprichting van een eigen politieke partij bleef echter onder Pius X ten strengste verboden en kon resulteren in de excommunicatie van allen die zich eventueel zouden aansluiten bij een dergelijke politieke groepering.
Onder paus Benedictus XV werd het decreet in 1918 in zijn geheel verworpen, wat de weg vrijmaakte voor de oprichting van de katholieke partij Partito Popolare Italiano.